# Kiloleli (Tabora)
Kiloleli è una circoscrizione rurale (rural ward) della Tanzania situata nel distretto di Sikonge, regione di Tabora. Conta una popolazione di 7 525 abitanti (censimento 2012).